# ユスティヌス1世
ユスティヌス1世（Justinus I, 450年2月2日 - 527年8月1日）は、東ローマ帝国（ビザンツ帝国）ユスティニアヌス王朝の初代皇帝（在位：518年 - 527年）。正式名はフラウィウス・ユスティヌス・アウグストゥス（Flavius Iustinus Augustus）。
貧農からプラエトリアニ（親衛隊）に入隊して、その将軍となったが、晩年皇帝となった。甥のユスティニアヌス1世を養子としてコンスタンティノポリスに招き寄せ、後継者として養育した。

## 生涯
パンノニア属州・ナイッスス（現在のセルビア共和国ニシュ）近郊のベデリアナ出身。プラエトリアニに入隊後に解放奴隷出身とされるエウフェミア（520年頃死去）と結婚。その後は着実に軍歴を重ねていき、将軍の地位に就く。
先帝アナスタシウス1世には嗣子が無く、後継者も指名せずに518年、86歳〜87歳で死去した。このため、元老院は協議の末、68歳の老将軍ユスティヌスを新たな皇帝として選出した。ユスティヌスは、甥で養子のユスティニアヌスの大きな助力を得て新帝に即位した。
ユスティヌス帝の時代、帝国はアンティオキア（シリア）の大地震などの災害にみまわれ、対外的にはサーサーン朝ペルシア帝国からの侵攻に遭うなど、その治世は多難を極めた。
貧農出身のユスティヌスは、字の読み書きが出来ず、勅令などには“LEGI”（私は読んだ、というラテン語の略）とくり抜かれた板が用意され、それに沿ってペンを側近の手を借りて動かして署名していたという。このような皇帝であったため、甥で法学・神学の造詣深い養子のユスティニアヌスが腹心・後継者として実権を行使した。ユスティニアヌスは、本名をペトルス・サッバティウスといい、彼の母ウィギランティアはユスティヌスの姉であった。第三名（コグノーメン）の Iustinianus（ユスティニアヌス）は、ユスティヌスの子（養子）となったことを意味する。また、ユスティヌスは先帝時代に悪化したローマ教会との関係修復に尽力した。
ユスティヌスの死後、皇位はユスティニアヌスが継承した（ユスティニアヌス1世）。

## 甥の結婚と法の制定
525年頃、甥ユスティニアヌスは踊り子出身のテオドラと結婚した。当初、階級の違いのために彼女と結婚できなかったが、皇帝ユスティヌスは甥のため、皇帝名で異なる階級間の結婚を認める法律を制定した。